# تصفيات كأس العالم 1990 - إفريقيا المرحلة الأولى
المرحلة الأولى من تصفيات أفريقيا لكأس العالم 1990 في منطقة اتحاد أفريقيا لكرة القدم (كاف).

## الشكل
ثمان مواجهات خروج المغلوب قد نُظمت بالقرعة، تتضمن المنتخبات الستة عشر الأقل تصنيفًا بين المنتخبات الأفريقية.
| فريق1    | فريق2        |
| -------- | ------------ |
| أنغولا   | السودان      |
| زيمبابوي | ليسوتو       |
| زامبيا   | رواندا       |
| مالاوي   | أوغندا       |
| ليبيا    | بوركينا فاسو |
| غانا     | ليبيريا      |
| تونس     | غينيا        |
| الغابون  | توغو         |

انسحبت منتخبات توغو و‌رواندا و‌ليسوتو بعد القرعة. أدى ذلك إلى صعود منافسيهم بطريقة المرشح الأوحد–الغابون و‌زامبيا و‌زيمبابوي.
الفائزون من كل مباراة صعدوا إلى المرحلة الثانية، حيث انضم إليهم الثمان منتخبات ذوي التصنيف الأعلى في أفريقيا والتي لم تلعب في المرحلة الأولى.

## المباريات
| أنغولا | 0–0 | السودان |
| ------ | --- | ------- |
|        |     |         |

| السودان  | 1–2 | أنغولا                    |
| -------- | --- | ------------------------- |
| أسامة 7' |     | فييرا دياس 79' · مافو 85' |

فازت أنغولا 2–1 في مجموع المبارتين وصعدت إلى المرحلة الثانية.
| زيمبابوي | م.أ. | ليسوتو |
| -------- | ---- | ------ |
|          |      | انسحب  |

صعدت زيمبابوي إلى المرحلة الثانية بعد انسحاب ليسوتو.
| زامبيا | م.أ. | رواندا |
| ------ | ---- | ------ |
|        |      | انسحب  |

صعدت زامبيا إلى المرحلة الثانية بعد انسحاب رواندا.
| أوغندا     | 1–0 | مالاوي |
| ---------- | --- | ------ |
| موريري 66' |     |        |

| مالاوي                         | 3–1 | أوغندا     |
| ------------------------------ | --- | ---------- |
| شيروا 3' · كييرا 6' · وايا 51' |     | موريري 69' |

فازت ملاوي 3–2 في مجموع المبارتين وصعدت إلى المرحلة الثانية.
| ليبيا                                        | 3–0 | بوركينا فاسو |
| -------------------------------------------- | --- | ------------ |
| بيزان 8' · العيساوي 22' (ركلة.) · الغادي 30' |     |              |

| بوركينا فاسو            | 2–0 | ليبيا |
| ----------------------- | --- | ----- |
| نيموسو 65' · كاديبا 73' |     |       |

فازت ليبيا 3–2 في مجموع المبارتين وصعدت إلى المرحلة الثانية.
| غانا | 0–0 | ليبيريا |
| ---- | --- | ------- |
|      |     |         |

| ليبيريا             | 2–0 | غانا |
| ------------------- | --- | ---- |
| ويا 27' · ديباه 88' |     |      |

فازت ليبيريا 2–0 في مجموع المبارتين وصعدت إلى المرحلة الثانية.
| تونس                                                    | 5–0 | غينيا |
| ------------------------------------------------------- | --- | ----- |
| الجريدي 3' · معلوي 11' · الإمام 75'، 89' · اليعقوبي 82' |     |       |

| غينيا                       | 3–0 | تونس |
| --------------------------- | --- | ---- |
| إمرسون 34'، 82' · توريه 49' |     |      |

فازت تونس 5–3 في مجموع المبارتين وصعدت إلى المرحلة الثانية.
| الغابون | م.أ. | توغو  |
| ------- | ---- | ----- |
|         |      | انسحب |

صعدت الغابون إلى المرحلة الثانية بعد انسحاب توغو.

## وصلات خارجية
- تصفيات كأس العالم 1990 - أفريقيا في RSSSF.com